# Останній з могікан (фільм, 1936)
«Останній з могікан» (англ. The Last of the Mohicans) — американський фільм 1936 року режисера Джорджа Б. Сейтца за романом Джеймса Фенімора Купера «Останній з могікан».

## Сюжет
Полковник Мунро (Г'ю Баклер) за наказом британського короля бореться на просторах Північної Америки за панування Англії на континенті. Війська перекидають на захист форту Генрі. У цей час дочок полковника намагається викрасти індіанець Магуа (Брюс Кебот) на прізвисько «Хитра Лисиця». Він бажає помститися Мунро за давню образу.
Дівчат рятує від  непринадної долі білий мисливець Соколине Око (Рендольф Скотт) з друзями — Ункасом (Філліп Рід) і Чингачгуком (Роберт Баррат). Під час походу Ункас закохується в старшу дочку полковника Мунро — Кору (Хезер Ейнджел), в цей час між Соколовим Оком і молодшої Алісою (Бінні Барнс) також пробігає іскра.
Врятовані дівчата повертаються до батька, але сестри залишаються в безпеці недовго. Незабаром на порт нападають французи, які вступили в союз з племенем Магуа. Полковник Мунро отримує серйозне поранення, а Хитра Лисиця забирає обох дівчат. На раді племені він оголошує, що бере Кору в дружини, а Аліса буде живцем спалена на багатті.
Соколине Око вирушає в погоню. В цей час старша сестра, не бажаючи ставати дружиною Магуа, кидається зі скелі і вмирає. Тяжко поранений Ункас знаходить її труп в річці і несе на собі, поки також не гине від ран. Нарешті Чингачгук наганяє викрадача і вбиває його.
В цей час Аліса у ворожому племені готується до спалення на вогнищі. Соколине Око пропонує індійцям спалити його замість коханої. На допомогу закоханій парі приходять британські військові, і герої щасливо вирушають додому.

## Цікаві факти
- Спочатку планувалося зробити фільм кольоровим, проте продюсер вирішив, що це занадто дорого, і кінострічка залишилася чорно-білою.
- Оригінальний сценарій змінювався кілька разів.
- Знімання проводилося майже по всьому штату Каліфорнія. У тому числі в Біг-Біар-Веллі (національний парк Сан-Бернардіно).